# FANTASTIX
『FANTASTIX』（ファンタスティックス）は、日本の音楽ユニットTWO-MIXの4枚目のオリジナルアルバム。1997年12月22日に発売された。

## 概要
前作の『BPM 150MAX』から1年ぶりとなる4thオリジナルアルバム。
「WHITE REFLECTION」をはじめ、1997年に発売されたシングル曲が合計4曲収録されている。
今作よりTWO-MIXの楽曲に生ギターを取り入れることになる。

## 批評
『CDジャーナル』は、「人気ドラマ『X-FILE』のエンディングで流れている『TRUE NAVIGATION』やアニメ関係の主題歌などで、オタクの人たちに絶大な支持を得ている男女ユニットのアルバム。めくるめく展開の打ち込みサウンドで、タイトル通りファンタジックな世界を描きだす。」と批評した。

## 収録曲
| 全作詞: 永野椎菜（#1,#6除く）、全作曲: 高山みなみ、全編曲: TWO-MIX。 |                            |                              |                  |      |
| #                                                                    | タイトル                   | 作詞                         | 作曲・編曲       | 時間 |
| 1.                                                                   | 「BELIEVE MY BRAVE HEART」 | 永野椎菜 （#1,#6除く） [ 3 ] | 高山みなみ [ 3 ] | 2:56 |
| 2.                                                                   | 「TRUE NAVIGATION」        | 永野椎菜 （#1,#6除く） [ 3 ] | 高山みなみ [ 3 ] | 4:14 |
| 3.                                                                   | 「WHITE REFLECTION」       | 永野椎菜 （#1,#6除く） [ 3 ] | 高山みなみ [ 3 ] | 4:45 |
| 4.                                                                   | 「SUMMER PLANET No.1」     | 永野椎菜 （#1,#6除く） [ 3 ] | 高山みなみ [ 3 ] | 4:33 |
| 5.                                                                   | 「MISSING YOU」            | 永野椎菜 （#1,#6除く） [ 3 ] | 高山みなみ [ 3 ] | 4:42 |
| 6.                                                                   | 「BEAT "BREAK"」           | 永野椎菜 （#1,#6除く） [ 3 ] | 高山みなみ [ 3 ] | 1:33 |
| 7.                                                                   | 「BREAK」                  | 永野椎菜 （#1,#6除く） [ 3 ] | 高山みなみ [ 3 ] | 4:32 |
| 8.                                                                   | 「BURNING」                | 永野椎菜 （#1,#6除く） [ 3 ] | 高山みなみ [ 3 ] | 4:10 |
| 9.                                                                   | 「CAN'T STOP LOVE♥♥」      | 永野椎菜 （#1,#6除く） [ 3 ] | 高山みなみ [ 3 ] | 4:36 |
| 10.                                                                  | 「WINTER PLANET No.1」     | 永野椎菜 （#1,#6除く） [ 3 ] | 高山みなみ [ 3 ] | 4:33 |
| 11.                                                                  | 「WAKE」                   | 永野椎菜 （#1,#6除く） [ 3 ] | 高山みなみ [ 3 ] | 5:40 |
| 12.                                                                  | 「LIVING DAYLIGHTS」       | 永野椎菜 （#1,#6除く） [ 3 ] | 高山みなみ [ 3 ] | 6:00 |
| 13.                                                                  | 「BELIEVE MY BRAVE HEART」 | 永野椎菜 （#1,#6除く） [ 3 ] | 高山みなみ [ 3 ] | 4:48 |
| 合計時間:                                                            | 合計時間:                  | 57:02                        |                  |      |

## 曲解説
1. BELIEVE MY BRAVE HEART
  - オーバーチュア楽曲。ノンクレジットだが、インストゥルメンタルである。
2. TRUE NAVIGATION
  - 先行シングル。
  - テレビ朝日系『X-ファイルIII』イメージソング。
3. WHITE REFLECTION
  - 6thシングルのアルバムバージョン（ノンクレジット）。
  - OVA『新機動戦記ガンダムW Endless Waltz』主題歌。
4. SUMMER PLANET No.1
  - 先行シングル。
  - 東京テレメッセージ「P・PRESS」CMソング。
5. MISSING YOU
6. BEAT "BREAK"
  - インターリュード楽曲。
7. BREAK
  - 「LIVING DAYLIGHTS」のc/w曲のアルバムバージョン（ノンクレジット）。
  - よみうりテレビ・日本テレビ系『名探偵コナン』挿入歌。
8. BURNING
  - 「WHITE REFLECTION」のc/w曲のアルバムバージョン（ノンクレジット）。
9. CAN'T STOP LOVE♥♥
10. WINTER PLANET No.1
  - 「SUMMER PLANET No.1」のc/w曲。
  - 東京テレメッセージ「P・PRESS」CMソング。
11. WAKE
  - 「TRUE NAVIGATION」のc/w曲。
12. LIVING DAYLIGHTS
  - 先行シングル。
  - テレビ朝日系『NBA FAST BREAK』エンディングテーマ。
13. BELIEVE MY BRAVE HEART

## リリース履歴
| No. | 日付           | レーベル             | 規格 | 規格品番 | 最高順位 | 備考                                 |
| --- | -------------- | -------------------- | ---- | -------- | -------- | ------------------------------------ |
| 1   | 1997年12月22日 | キングレコード / KMW | CD   | KICS-649 | 11位     | 初回盤のみ透明のスリーブケース仕様。 |